# نحام جيمس
نُّحَام جيمس هو أحد أنواع الطيور النحام، يعيش في أميركا الجنوبية.بحيث تعشش على الهضاب العالية في جبال الأنديز في بيرو وشيلي وبوليفيا والأرجنتين، وهي تتعلق بمحيط مثيلتها نحام الأنديز.

## الوصف

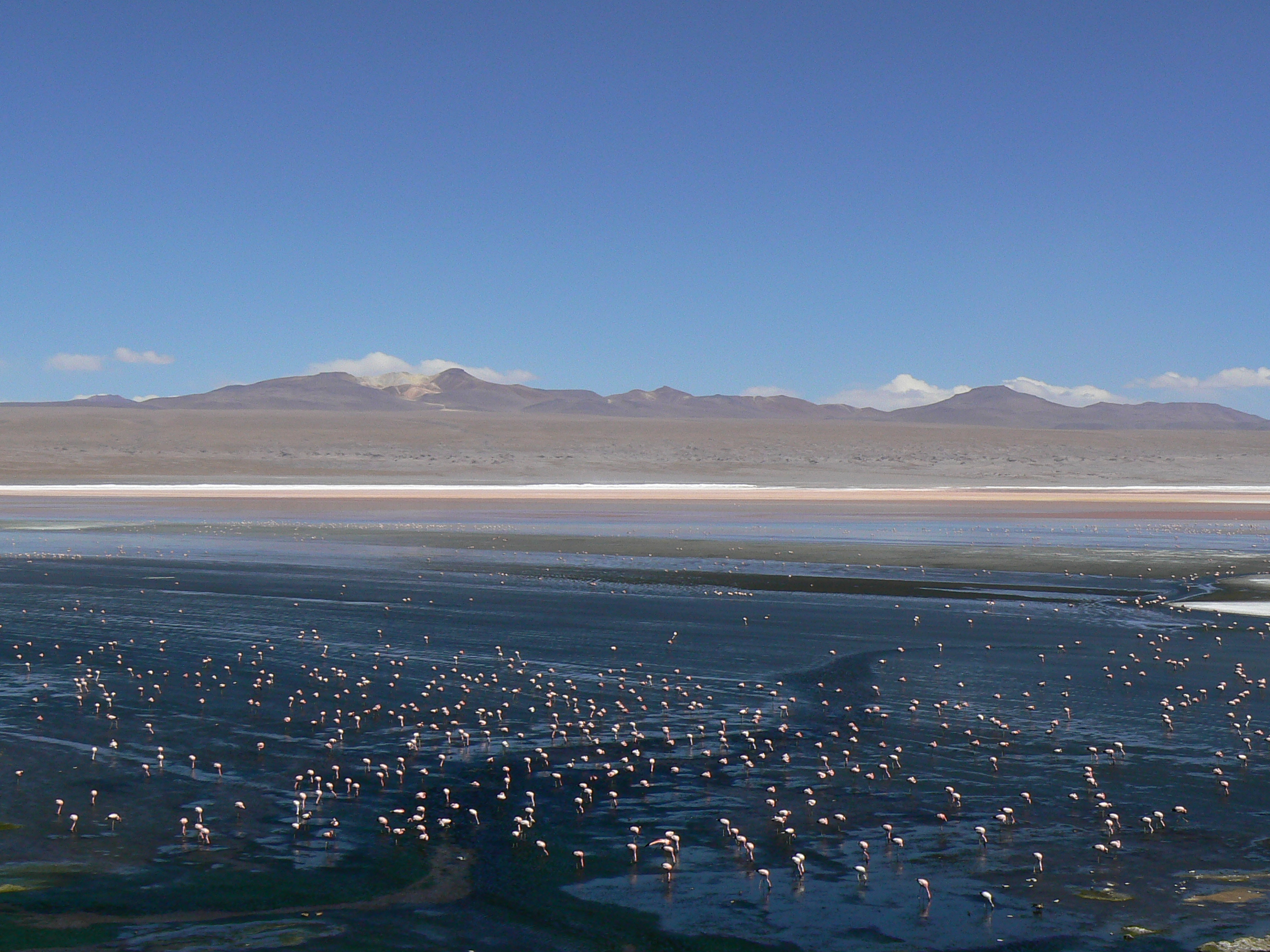
مناطق تواجد نحام جيمس

- نحام جيمس هو طير صغير المظهر، وريشه وردي باهت مع شرائط كارمن مشرقة وجميلة حول الرقبة والظهر، عينه محاطة بجلد أحمر مشرق ويمتاز بمنقاره الملون المتشكل من الأصفر الباهت والأسود حتى حافة المنقار. أرجله طويلة حمراء كلون الطوب الأحمر.
- لا يشبه نحام جيمس أيَّا من نحام أمريكا الجنوبية ولو أنه يمتاز بخصال مثل نحام الشيلي.

## نمط حياتها وأنتشارها

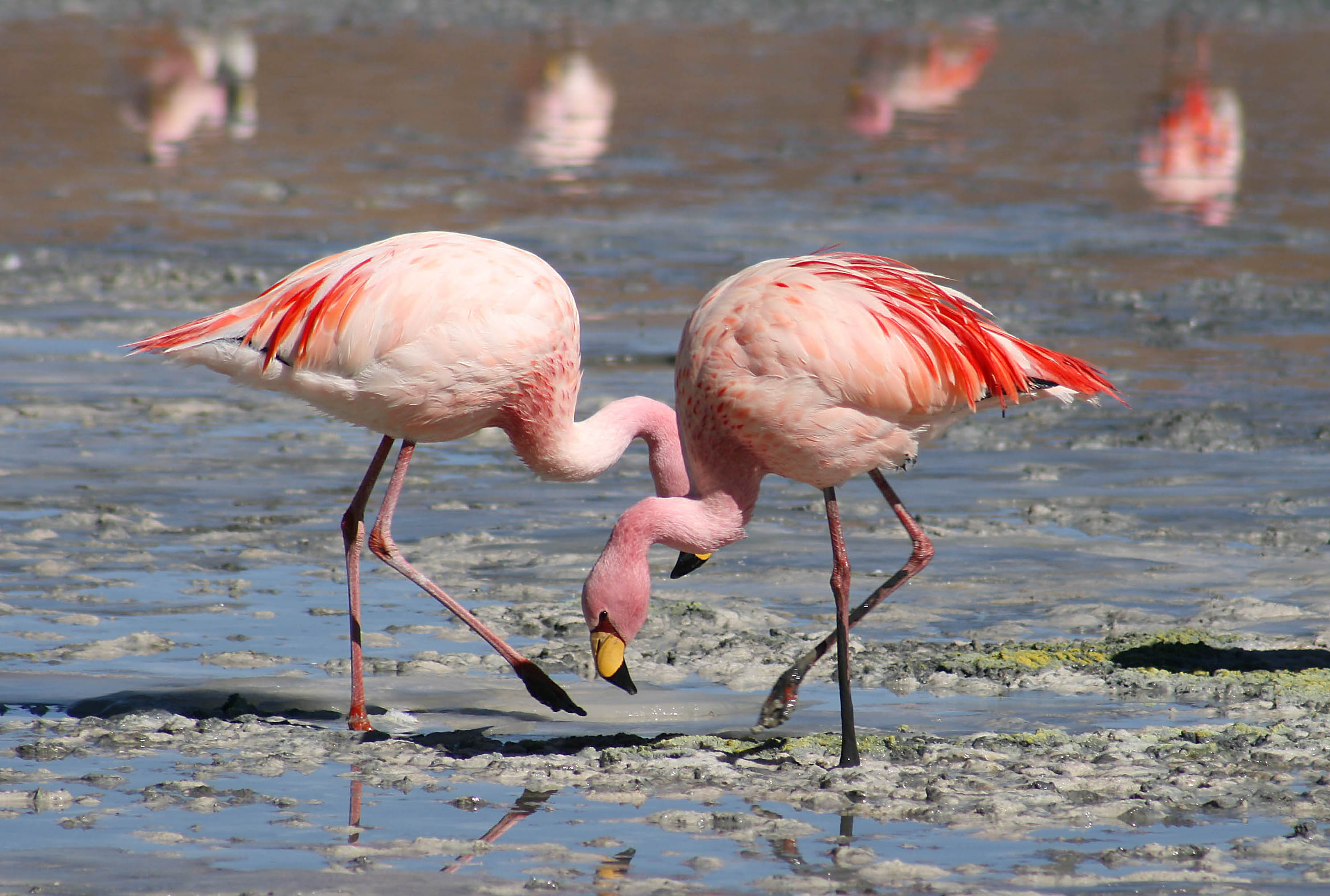
نحامان جيمس

- يعيش نحام جيمس في البحيرات المالحة من علو 2000 متر في جنوب بيرو وبوليفيا إلى الشمال من تشيلي. ومعظم الحيوانات تهاجر في الشتاء إلى أسفل الجبال، ولكن البعض لا تزال قائمة فوق.
- غذائها القشريات، والتي هي وفيرة في البحيرات المالحة من الهضبة. إنهم لا يخرجون مناقيرهم من الماء أبدا عند البحث عن الطعام. على النقيض مع طائر النحام الوردي، وأنها ترجع رؤوسها عندما تتغذى من تحت سطح الماء. مثل كل طيور النحام.
- في موسم التزاوج، يكون لون الريش وردي تمامًا. نحام جيمس لها سلوك التزاوج مماثلة لطائر النحام الوردي.

## الاكتشاف
اكتشفه رجل الأعمال هنري جيمس بريكلي وهو بريطاني.

## وصلات خارجية
- BirdLife International موقع يتحدث عن النحام جيمس. (أنجليزي)
- Phoenicopterus jamesi, Sclater, 1886 von ITIS موقع يتحدث عن النحام جيمس(فرنسي)